# Alice Salomon
Pour les articles homonymes, voir Salomon.
Alice Salomon, née le 19 avril 1872 à Berlin et morte le 30 août 1948 à New York, est une réformatrice sociale allemande et une pionnière du travail social en tant que discipline académique. Elle est l'une figure du mouvement féministe allemand et l'une des rares femmes à avoir accédé aux études supérieures au début du XXe siècle. En Allemagne, elle est reconnue comme la fondatrice du travail social en tant que profession féminine.

## Biographie

### Enfance et jeunesse
Alice Salomon naît à Berlin le 19 avril 1872, dans une famille juive. Son père, Albert Salomon (1834–1886) est négociant en cuir et sa mère Anna Potocky-Nelken (1838–1914) est issue d'une famille de banquiers de Breslau.
Sa famille vit en Allemagne depuis plusieurs générations, grâce à une dispense spéciale émise par Frédéric le Grand en 1765. À la fin du XIXe siècle, malgré l’antisémitisme, la plupart des Juifs allemands font partie de la classe moyenne. Comme la plupart des familles juives, celle d'Alice Salomon vit en ville, est « assimilée » et a une pratique religieuse modérée,.
À l'époque, l'accès aux études n'est pas autorisé aux jeunes filles de bonne famille. Alice Salomon fréquente l'école protestante de filles Zimmermann de 1878 à 1887, puis suit des cours particuliers. Elle apprend à cuisiner, à broder et à coudre, alors qu'elle rêve de devenir enseignante. Seuls ses deux frères ont pu aller au lycée et étudier à l’université.
Son père décède alors qu'elle n'a que treize ans. La famille doit s'installer dans un appartement plus petit. Elle vit auprès de sa mère très malade et s'occupe d'elle jusqu'en 1914.
En 1893, elle devient majeure. Dans son autobiographie, elle écrit a posteriori que c'est alors là que sa vie commence.

### Débuts
Alice Salomon rejoint une association féminine pour l'action sociale créée par Jeanette Schwerin et Minna Cauer. Elle y rencontre également d'autres femmes engagées au sein du mouvement des femmes de l'époque, comme Franziska Tiburtius, Henriette Goldschmidt et Lina Morgenstern. Elle s'implique dans le travail social et devient la secrétaire personnelle de la présidente du groupe, Jeanette Schwerin, qu'elle considère comme une seconde mère. À la mort de celle-ci, en 1899, elle est nommée présidente de l'association.
À partir de cette époque, Alice Salomon se consacre au travail social. Elle estime que la situation des femmes est liée à la situation sociale et à la situation politique. Pour elle, il est essentiel d'identifier d'abord la misère sociale et ses causes, puis de proposer des changements politiques. Alliant la théorie à la pratique, elle essaie de fonder des institutions modèles en s'appuyant sur des organisations déjà existantes, en Allemagne comme à l'étranger, et s'en s'inspirant.
En 1896, elle publie son premier article dans la revue Die Frau, organe de l’aile modérée du mouvement féministe bourgeois. Elle y dénonce l'absence de crèches à Berlin, qui pénalise les femmes obligées de travailler, les forçant parfois à laisser leurs enfants seuls.
Dès ses premiers articles, elle demande des réformes politiques, par exemple de la législation pour la protection de l’ouvrière et de la mère, l’interdiction du travail des enfants assortie de la prolongation de la scolarité obligatoire ainsi que de l’amélioration de l’enseignement.
Elle enseigne l'aide sociale au lycée Viktoria et à l'école de commerce de l'Association Lette (de).

#### Études universitaires
En 1902, elle est autorisée à assister à des conférences universitaires dans le domaine de la science politique, de l'histoire et de la philosophie. Elle participe aux exercices de plusieurs séminaires.
Elle obtient un premier doctorat, en philosophie, le 5 mars 1906.
De 1902 à 1906, elle étudie l'économie à l'université Friedrich-Wilhelm de Berlin. Bien qu'elle n'ait aucune qualification, elle est acceptée sur base de deux articles qu'elle a publiés. Elle obtient un nouveau doctorat en 1908, malgré une forte opposition, en raison du sujet controversé de sa thèse, Die Ursachen der ungleichen Entlohnung von Männer- und Frauenarbeit (« Les causes de l'inégalité de rémunération entre hommes et femmes ») et du fait, qu'en tant que femme, elle ne devrait pas être à l'université.

### L'École sociale des femmes
À partir de 1899, Alice Salomon dirige le premier cours de travail social à plein temps à Berlin. En Allemagne, elle est reconnue comme la fondatrice du travail social comme profession féminine.
Elle insiste sur l'importance de tenir compte d'un cadre de référence pour le travail social : histoire, économie, sciences naturelles et sociales, politique nationale et mondiale, dimensions philosophiques et religieuses, etc. Elle souligne le caractère « habilitant »[pas clair] de l'enseignement et l'importance d'encourager les élèves à penser et à juger par eux-mêmes.
En 1908, elle fonde l'École sociale des femmes (Soziale Frauenschule), la première école sociale interconfessionnelle pour femmes, à Berlin-Schönefeld, qu'elle dirige jusqu'en 1925, quand elle transmet la direction à Charlotte Dietrich, qu'elle avait elle-même recrutée comme professeure. Parmi les premières élèves, on compte Dorothee von Velsen, inscrite dès 1909, Marie Bloch peu après et Elisabeth von Thadden vers 1920,,. Margarete Berent y enseigne le droit de la famille et la protection de l'enfance de 1919 à 1929. L'école a un tel succès que, quelques années à peine après son ouverture, Alice Salomon doit faire construire un nouveau bâtiment, qui ouvre en octobre 1914.
Les écoles de travail social se multiplient dans le pays malgré la guerre : treize nouvelles écoles sont créées entre 1916 et 1918 ; en 1922, elles sont trente-quatre. Alice Salomon initie et préside la Conférence allemande des écoles de travail social pour les femmes (Konferenz sozialer Frauenschulen Deutschlands) en 1917, afin de rationaliser les formations et d'assurer leur reconnaissance. En 1920, les diplômes et la profession de travailleur social obtiennent une reconnaissance officielle,.

#### L'école sous le nazisme
En dehors de la directrice Charlotte Dietrich, devenue membre du parti national-socialiste, les enseignantes professionnelles sont révoquées, le plus souvent en raison de leur judéïté. D'autres démissionnent par opposition aux nouvelles dispositions. Les élèves déclarées « non aryennes » n'ont plus le droit de se présenter aux examens. L’école se soumet à l’idéologie nationale-socialiste qui veut que « l’assistance sociale auprès des handicapés est contraire à un véritable humanisme […] Les sommes qui leur étaient jusqu’à présent consacrées […] seront restituées aux membres sains de la communauté ». L’école continue de fonctionner jusqu’en 1945 sous le nom d’« École pour le bien-être du peuple », avec la pleine reconnaissance de l’État nazi. À la chute du Troisième Reich, l'école reprend ses activités en juin 1945 avec l'autorisation des forces alliées, sur la base de ses principes d'origine et de modèles américains. Le programme de formation s'ouvre aux étudiants de sexe masculin et porte sur trois ans.

### La Fédération des associations féminines allemandes
En 1900, Alice Salomon rejoint le Bund Deutscher Frauenvereine (Fédération des associations féminines allemandes, BDF). Elle est élue au conseil d'administration, en devenant l'une des plus jeunes membres, puis est élue vice-présidente, avec Gertrud Bäumer à la présidence. L'antisémitisme empêchera plus tard son élection à la présidence.

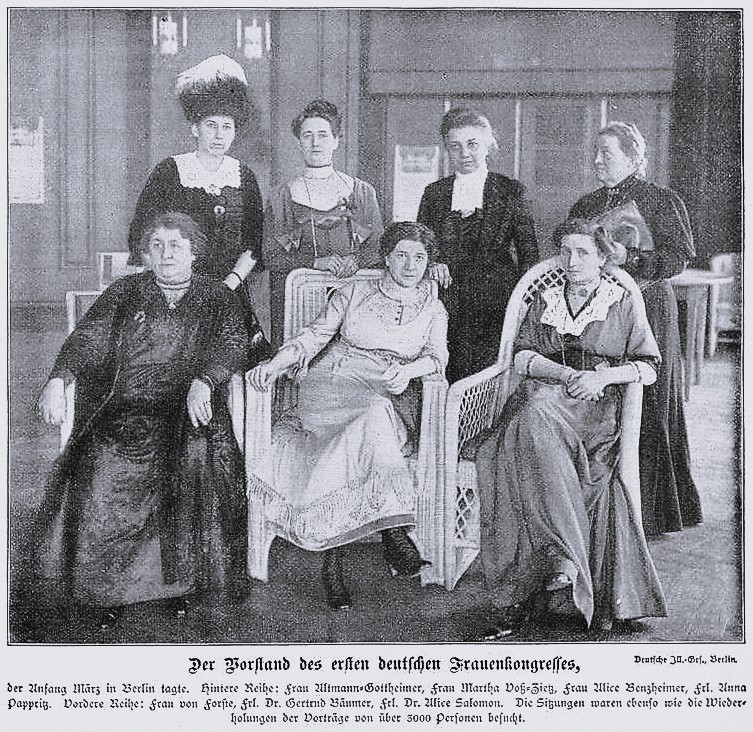
Bureau exécutif du congrès de 1912 de la BDF à Berlin. Debout, depuis la gauche : Elisabeth Altmann-Gottheiner, Martha Voss-Zietz, Alice Bensheimer et Anna Pappritz. Assises, depuis la gauche : Helene von Forster, Gertrud Bäumer et Alice Salomon.

Fin 1918, après la signature de l’armistice, lorsque Alice Salomon s'exprime en anglais en accueillant une délégation internationale de femmes dans les locaux de l’École sociale de femmes, les déléguées de la BDF quittent les lieux, scandalisées. Deux ans plus tard, les membres du bureau exécutif du BDF lui interdisent de participer, en tant que vice-présidente, à la première rencontre internationale du Conseil international des femmes. Lorsque son élection à la présidence de l’Union des associations de femmes allemandes est annulée parce qu'elle est juive, elle démissionne de la Fédération.

### L'Académie allemande pour le travail social et pédagogique des femmes
En 1925, Alice Salomon fonde l'Académie allemande pour le travail social et pédagogique des femmes (de), dirigée par Hilde Lion. Son but est de préparer les assistantes sociales à assumer des postes de direction, de créer un centre de recherche et de connaissances spécifique pour le travail social, d'institutionnaliser l'éducation comme un processus permanent et de recruter des travailleuses sociales pour des postes d'enseignantes dans les écoles de travail social. Alice Salomon s'inspire des théories de l'Américaine Mary Richmond et les adapte au contexte allemand. En collaboration avec Marie Baum, elle développe le premier programme complet de soins familiaux en Allemagne (« Familienfürsorge »), qui est mis en œuvre dans la plupart des services sociaux publics et privés,.
L'Académie propose divers programmes de formation et de perfectionnement pour différents groupes cibles. C'est la première institution académique de formation socio-éducative et de formation continue à disposer de ses propres recherches. Des scientifiques de renommée internationale sont invités à y donner des conférences, dont Albert Einstein, Carl Gustav Jung et Helene Weber. Faute de place, les conférences, qui attirent jusqu'à 1000 auditeurs, ont lieu à l'hôtel de ville ou dans l'actuel collège communautaire de Schöneberg.
Entre la fin des années 1920 et le début des années 1930, l'Académie publie treize monographies sur les conditions sociales et économiques auxquelles sont confrontés les personnes en situation de pauvreté en Allemagne.
L'académie est dissoute en 1933 par Alice Salomon, afin d'éviter sa liquidation par le gouvernement national-socialiste et de protéger les employés juifs.

### Première guerre mondiale
En 1914, lors d'un séjour en Écosse auprès de ses amis Lord et Lady Aberdeen, Alice Salomon se convertit au protestantisme. Les raisons de cette conversion ne sont pas très claires, elle-même l'explique par un désir de paix face à la guerre
À son retour en Allemagne, retardé à cause de la guerre qui vient de commencer, elle s'engage dans les missions des services féminins sociaux et sanitaires au front et à l'arrière. Cette expérience directe du conflit est à l'origine de son engagement pacifiste après 1918.

### Rôle international
Très vite, Alice Salomon s'intéresse aux initiatives d'autres pays et les rapporte dans ses articles ; elle effectue des voyages d’études, comme en 1896, en Angleterre. À ces occasions, elle rencontre et se lie d'amitié avec des femmes, comme Lady Aberdeen, présidente du Conseil international des femmes (CIF), ou Jane Addams, la deuxième femme lauréate du prix Nobel de la paix, première présidente de la Ligue internationale des femmes pour la paix et la liberté, et fondatrice du Settlement movement et de la Hull House à Chicago.
Elle participe également à des congrès, entre autres à Berlin en 1896 et à Zurich en 1897, un congrès sur la protection des ouvriers. Elle est nommée dans plusieurs commissions politiques, par exemple en 1898 à la Commission pour la protection des ouvrières, dont elle prend la présidence en 1902.
En 1909, Alice Salomon devient membre du comité directeur et secrétaire du Conseil international des femmes et, en 1920, sa vice-présidente. Le CIF est une organisation internationale fédérant des associations féministes nationales. Elle considère que sa mission de vice-présidente consiste principalement à promouvoir une réconciliation entre les femmes de tous les continents. En 1930, Lady Aberdeen propose son nom pour lui succéder à la présidence de l'organisation. Cependant, les membres de l’Union des associations de femmes allemandes (BDF) s'opposent à ce qu'une juive occupe cette position. De ce fait, Lady Aberdeen reste présidente du Comité jusqu'à sa mort en 1939, avec Alice Salomon comme vice-présidente.
Au cours des années suivantes, elle organise différents congrès nationaux et internationaux du CIF, dont celui de Rome en 1914.
Aux conférences internationales du travail social, à Paris en 1928 et à Francfort en 1929, elle plaide pour le maintien des autonomies locales en matière de formation, tout en encourageant les échanges internationaux d’élèves et de professeurs pour une meilleure compréhension réciproque. L'idée d'une association internationale de formation en travail social a été lancée en 1928 par M. Moltzer de l'École de service social d'Amsterdam et concrétisée par Alice Salomon avec René Sand, un pionnier belge du travail social international. Le Comité international des écoles de formation sociale (aujourd'hui, Association internationale des écoles de service social, IASSW) est fondé lors de la deuxième conférence en 1929, avec Alice Salomon comme présidente jusqu'en 1933. Cette association représente les institutions pour la formation sociale du monde entier.
Après la Première Guerre mondiale, le ministère des Affaires étrangères lui demande de tenir des conférences sur la « Nouvelle Allemagne », c’est-à-dire la République de Weimar. En 1923-1924, elle effectue des tournées en Amérique du Nord et en Europe. Puis elle est appelée à organiser la « Quinzaine Sociale » à Paris en 1928, qui rassemble cinq mille participants;
Entre-temps, invitée par Jane Addams, elle s’exprime longuement durant les déléguées de la Ligue internationale des femmes pour la paix et la liberté à La Haye. Il s'agit d'une structure similaire au CIF, mais principalement tournée vers le pacifisme. Elle y aborde des thèmes très variés en relation avec les droits et le travail des femmes, le travail social ou encore les réformes sociales.
Elle est également nommée conseillère auprès du bureau international du travail (BIT) à Genève.

### Le national-socialisme
En 1932, à l'occasion de son 60e anniversaire, l'université de Berlin décerne à Alice Salomon un doctorat honorifique en médecine et l'école qu'elle a fondée est officiellement renommée « École de travail social Alice-Salomon ». Mais à peine un an plus tard, avec l'arrivée au pouvoir des nazis, son nom est retiré de l'école et elle n'est même plus autorisée à y entrer.
Elle perd toutes ses fonctions publiques mais continue de travailler bénévolement dans un comité d'aide aux émigrants juifs, où elle utilise ses contacts à l'étranger pour aider ses jeunes collègues à émigrer et poursuit son travail avec le Conseil international des femmes, malgré des difficultés croissantes à obtenir l'autorisation de quitter l'Allemagne. Elle démissionne plusieurs fois, sous la pression et le chantage des nazis mais, à chaque fois, le CIF la réintègre. Elle reçoit une bourse de la Russell Sage Foundation à New York pour réaliser une première enquête internationale sur la formation en travail social et est ensuite invitée aux États-Unis pour présenter cette première étude internationale.
La faculté de philosophie de Berlin la dépossède de son titre de docteur acquis en 1906. En revanche, la faculté de médecine lui conserve son titre de docteur honoris causa. La décision de l'université de Berlin ne sera révoquée par l’université Humboldt, qui lui a succédé, qu'en 1997, sur l'intervention de Christine Labonté-Roset,.
Alice Salomon choisit de fermer l'Académie pour le travail social et pédagogique des femmes plutôt que de renvoyer des professeurs juifs et d'expulser des étudiants juifs.
Le 25 mai 1937, trois mois après son retour de sa tournée de conférences aux États-Unis, elle est convoquée par la Gestapo, pour y être interrogée pendant des heures sur ses voyages et ses contacts à l'étranger. On lui ordonne de quitter l'Allemagne dans les trois semaines, sans quoi, elle serait envoyée dans un camp de concentration,. Elle n'échappe à la déportation que grâce à sa renommée internationale. Sa plus jeune sœur et son neveu seront par contre déportés quelque temps plus tard.

### Exil aux États-Unis
Avec un passeport provisoire, Alice Salomon part en Grande-Bretagne où elle arrive le 14 juin 1937. Elle demande un visa à l'ambassade des États-Unis de Londres.
Elle a 65 ans lorsqu'elle arrive à New York, où elle gagne sa vie en donnant des conférences occasionnelles, ne percevant que des revenus très modestes. Ses théories sur le travail social ne trouvent en effet guère d'écho aux États-Unis et elle n'obtient pas d'emploi permanent.

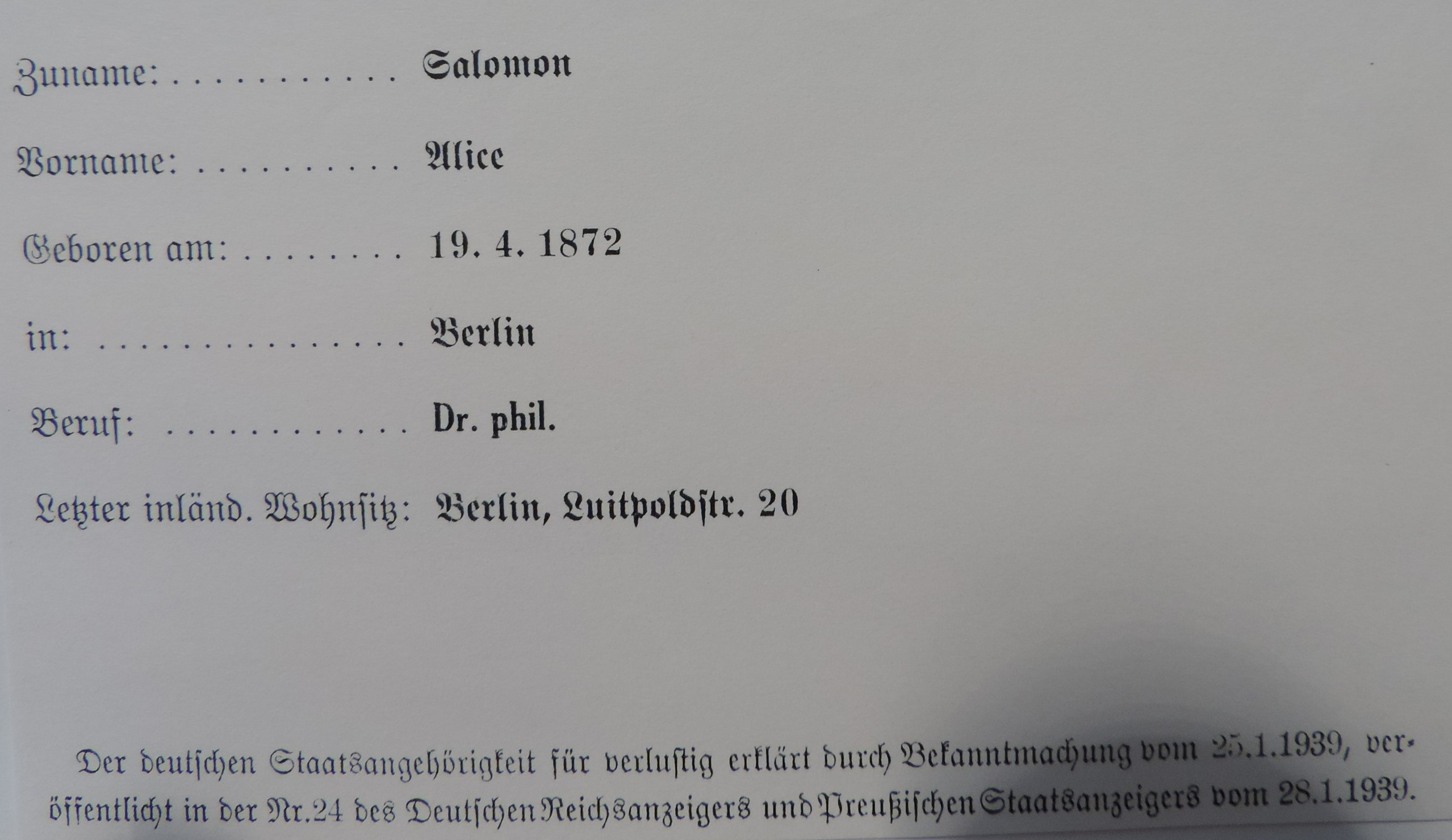
Document indiquant sa déchéance de nationalité.

En 1939, elle est officiellement informée de sa déchéance de la nationalité allemande et l’Université de Berlin annule son diplôme de médecin.
Elle déménage à maintes reprises, vit parfois en colocation. Elle raconte : « Il m’a fallu quatre ans pour que je puisse disposer de mon propre appartement et je suis maintenant très fière d’avoir appris à cuisiner à l’aide d’un livre de cuisine à l’âge de 70 ans ».
Sa santé ne lui permet pas de retourner en Allemagne après la guerre. Elle apprend par d'anciens élèves que son ancienne école de Berlin, construite en 1914 selon ses propres plans avec un toit plat et un vaste jardin sur le toit, a survécu aux bombardements alliés : les bombes qui auraient dû la détruire se sont logées dans des parterres de fleurs et n'ont pas explosé.
En 1944, elle termine le manuscrit de son autobiographie et cherche vainement un éditeur. Elle demande finalement à des amis de traduire et de publier ses mémoires en Europe, ce qui n'arrivera pas de son vivant,.
Elle obtient la nationalité américaine en 1944.
En 1945, elle est nommée présidente d’honneur du Conseil international des femmes et de l’association internationale des écoles de travail social.
Elle meurt à New York fin août 1948, lors d'une grave vague de chaleur. L'heure et la date exactes de sa mort sont incertaines car elle est alors seule dans son appartement. Il n'y a pas de service funèbre pour ses funérailles et, seulement quatre ou cinq personnes sont présentes. Elle est enterrée au cimetière des Evergreens (en).

## Reconnaissance
Alice Salomon a écrit vingt-huit livres et plus de quatre cents articles, dont beaucoup sur des questions internationales et interculturelles. Beaucoup de ses écrits ont été détruits par les nazis et une grande partie du reste est largement dispersée.
Pourtant, ce n’est que dans les années 1980 que l’on élabore deux bibliographies de son œuvre ; celles-ci sont régulièrement complétées, principalement par Adriane Feustel.
Le manuscrit de ses mémoires, réputé perdu pendant plusieurs années, est redécouvert par Joachim Wieler, traduit et publié pour la première fois en Allemagne en 1983 et, enfin, aux États-Unis, en 2004, sous le titre Character is Destiny.
Quelques années plus tard, son ancienne école de Berlin est, pour la troisième fois, renommée en son honneur « Alice Salomon Hochschule Berlin » et, en 2001, les Archives Alice-Salomon sont inaugurées à Berlin.
Les idées d'Alice Salomon ont eu des répercussions sur l'instauration du travail social au Japon où nombre de ses livres et de ses articles sont traduits. Elle a exercé une influence similaire en Norvège.
De nos jours, plusieurs écoles en Allemagne portent le nom d’Alice Salomon. La poste allemande a édité un timbre à son effigie dans la catégorie « Femmes de l'histoire allemande ».
Le 19 avril 2018, un Google Doodle commémore son 146e anniversaire.
À Berlin, les Archives Alice-Salomon conservent un fonds important concernant l’École sociale des femmes, l’Académie allemande pour le travail social et pédagogique des femmes, la Conférence allemande des écoles de travail social et l'Association internationale des écoles de travail social. D'autres documents, dont la correspondance d'Alice Salomon avec des personnalités importantes du travail social, de la politique, de la culture et de la science sont conservés dans les archives Ida-Seele (de) à Dillingen an der Donau.

## Théories du travail social et féminisme
Alice Salomon n'est pas seulement l'une des fondatrices de la profession sociale dans le monde, elle a également développé une théorie indépendante du travail social dans ses nombreux écrits.
Sa théorie du travail social est basée sur l'objectif de justice sociale et se concentre surtout sur les enfants et les femmes des classes défavorisées. L'égalité de traitement n'est pas toujours socialement juste parce que les besoins et les situations de vie sont divers.
Alice Salomon estime que, comme le capitalisme, le patriarcat crée lui aussi des injustices sociales. Les femmes prolétariennes et bourgeoises sont chacune opprimées de manières différentes et donc avec des conséquences très différentes : alors que les femmes bourgeoises ne sont pas autorisées à travailler même si elles n'ont pas d'enfants, les femmes de la classe ouvrière doivent le faire précisément quand il y a des enfants à nourrir.
Alice Salomon écrit : « L'un des principaux problèmes du travail avec les femmes dans le besoin est le fait qu'elles sont souvent soumises à la "brutalité bestiale" et à la "vie instinctive incontrôlée" des hommes ». Elle mentionne la violence conjugale, l'alcoolisme et des abus sexuels sur les enfants par les hommes. Selon elle, chaque femme a droit à un travail rémunéré, en particulier les mères lorsqu'elles doivent s'occuper seules de leurs enfants en tant que veuves ou femmes « abandonnées ».
Elle considère la prise en charge des personnes vivant en pauvreté comme un domaine dans lequel les femmes peuvent véritablement effectuer un travail rémunéré. Elle estime que les femmes sont mieux placées que les hommes pour exercer la profession sociale en raison de leur socialisation et de leur expérience dans l'éducation des enfants et le ménage. Elle pense que le travail social est la « voie royale » du mouvement des femmes. Une formation formelle est nécessaire pour ces femmes, associant développement professionnel, développement personnel et émancipation.
D'après Carola Kuhlmann,  Alice Salomon a souligné plus clairement que ses contemporains travaillant sur le sujet les causes économiques des problèmes sociaux,  et se différenciait d'eux en mettant les besoins des mères et des enfants au centre.

## Publications

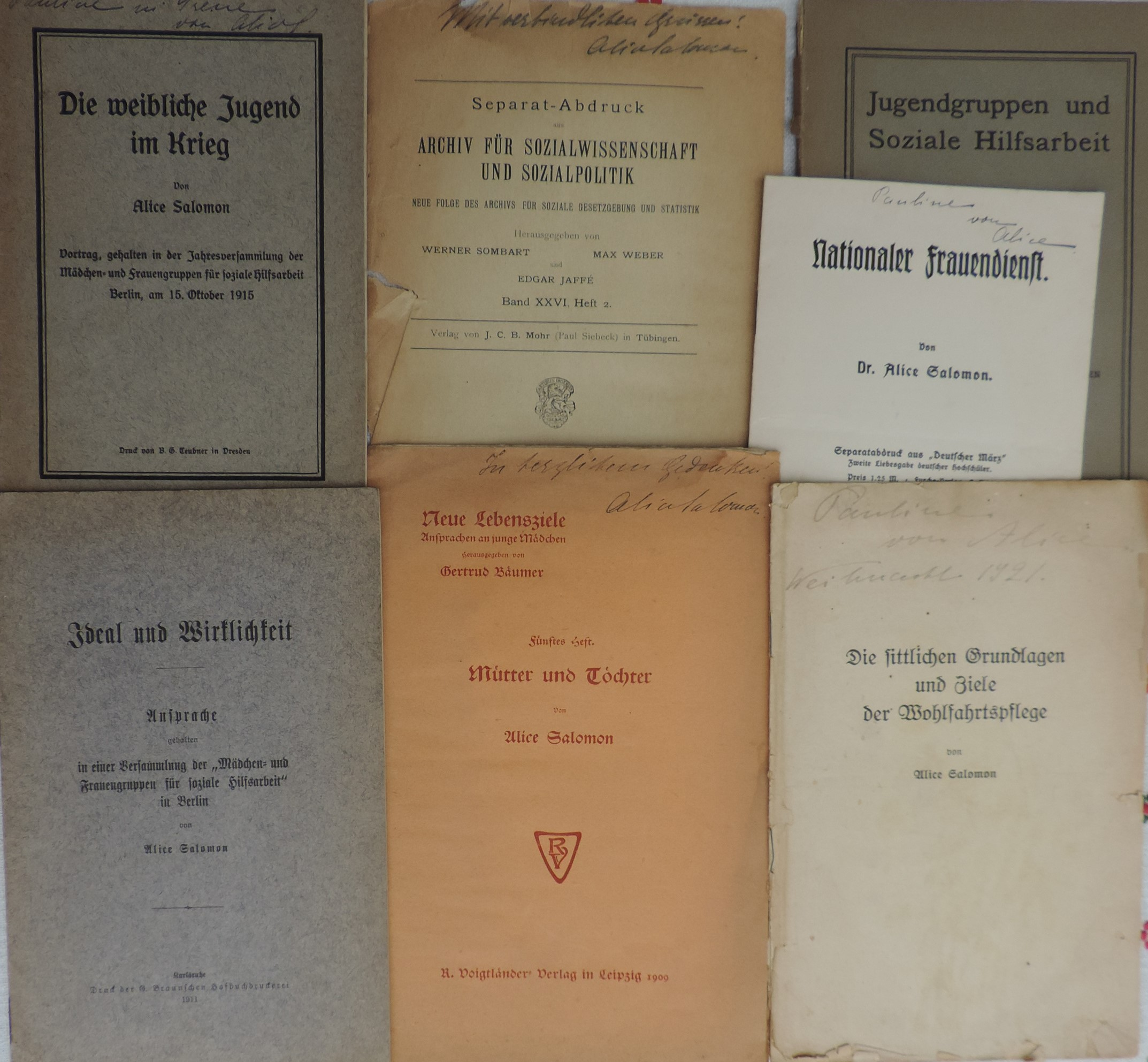
Couvertures de certains de ses ouvrages.

- (de) Alice Salomon, Käthe Kollwitz (ill.), Was Frauen Erdulden, Berichte Aus Dem Leben von Star, Wentworth Press, rééd. 2018  (ISBN 978-0274487073)Lire en ligne
- (en) Alice Salomon, Labour Laws For Women In Germany, Palala Press, rééd. 2015  (ISBN 978-1343213302) Lire en ligne
- (de) Alice Salomon, Die Ursachen Der Ungleichen Entlohnung Von Männer- Und Frauenarbeit, Wentworth Press, 2018 (réed.) (ISBN 978-0274405282) Lire en ligne
- (de) Alice Salomon, Die deutsche Volksgemeinschaft: Wirtschaft, Staat, Soziales Leben, Vieweg+Teubner Verlag , réimpression de l'édition de 1926  (ISBN 978-3663155553) Lire en ligne
- (de) Alice Salomon, Leitfaden der Wohlfahrtspflege, Vieweg+Teubner Verlag , réimpression de l'édition de 1928,  (ISBN 978-3663153146)
- (de) Charakter ist Schicksal, Lebenserinnerungen, herausgegeben von Rüdiger Baron und Rolf Landwehr, Beltz Verlag, Weinheim und Basel, 1983  (ISBN 3-407-85036-0) (Auszug in: Lixl-Purcell (Hg): Erinnerungen deutsch-jüdischer Frauen 1900 - 1990 Reclam, Lpz. 1992 u.ö.  (ISBN 3-379-01423-0) S. 120 - 125)
- (de) Alice Salomon, Adriane Feustel (éd.). Alice Salomon. Ausgewählte Schriften, Volume I 1896–1908. Berlin: 1997; Volume II 1908–1918. Berlin: 2001; Volume III 1918–1948, Munich: 2004.
- (de) AliceSalomon, Renate Orywa (éd.), Annette Dröge (éd.), Alice Salomon in ihren Schriften. Eine Bibliographie, Berlin, Fachhochschule für Sozialarbeit und Sozialpädagogik. 1989.
- (de) Alice Salomon, R. Baron (éd.), R. Landwehr (éd.), Charakter ist Schicksal. Lebenserinnerungen, Weinheim und Basel, 1983;
- (en) Alice Salomon, Andrew Lees (éd.), Character Is Destiny: The Autobiography of Alice Salomon (Social History, Popular Culture, And Politics In Germany), University of Michigan Press, 2004  (ISBN 978-0472113675)